# エイヴィン・ベルク
エイヴィン・ベルク（Øyvind Berg、1971年3月10日 - ）は、ノルウェー、アーケシュフース県Løken i Høland出身の元スキージャンプ選手。

## プロフィール
1988年のノルディックスキージュニア世界選手権団体で銀メダルを獲得、翌1989年も団体戦銅メダルを獲得した。
スキージャンプ・ワールドカップへのデビューは1990年3月7日（スウェーデン、エルンシェルツビク）で、59位だった。
1990-1991シーズンはシーズン終盤のトロンハイム（3月13日）で自己最高位の3位入賞などワールドカップ総合23位(自己最高位）になった。
1991-1992シーズンは開幕戦で6位となったが、以後は10位台から20位台とあまり振るわず、アルベールビルオリンピックに出場したが、ノーマルヒル35位、ラージヒル34位だった。
1993年ノルディックスキー世界選手権では団体戦で金メダルを獲得、ノーマルヒルは22位だった。翌1994年、自国開催のリレハンメルオリンピックでは団体戦4位、ラージヒル17位、ノーマルヒル52位となった。
ノルウェー選手権では2位が3度（ノーマルヒル：1993、1995年、ラージヒル：1994年）と3位が1度（ラージヒル：1992年）ある。1996年限りで現役を引退した。